# U-172
U-172 — большая океанская немецкая подводная лодка типа IX-C, времён Второй мировой войны.

## История строительства
Заказ на постройку лодки был отдан судостроительной компании АГ Везер в Бремене 23 декабря 1939 года. Лодка была заложена 11 декабря 1940 года под строительным номером 1012, спущена на воду 31 июля 1941 года, 5 ноября 1941 года под командованием капитан-лейтенанта Карла Эммермана вошла в состав учебной 4-й флотилии. 1 мая 1942 года вошла в состав 10-й флотилии.

## История службы
Лодка совершила 6 боевых походов, в которых потопила 26 судов (152 080 брт). 13 декабря 1943 года потоплена глубинными бомбами и самонаводящимися акустическими торпедами с самолётов авиагруппы эскортного авианосца USS Bogue и эсминцев USS George E. Badger, USS Clemson, USS Osmond Ingram и USS Du Pont после 27-часового боя и преследования к западу от Канарских островов в районе с координатами 26°29′ с. ш. 29°58′ з. д.. 13 членов экипажа погибли, 46 — были спасены.